# Scottow
Scottow är en civil parish i Storbritannien.   Den ligger i grevskapet Norfolk och riksdelen England, i den sydöstra delen av landet, 170 km nordost om huvudstaden London. Arean är 8,6 kvadratkilometer.
Terrängen i Scottow är mycket platt.